# Гай Сулпиций Галба (претор)
Вижте пояснителната страница за други личности с името Гай Сулпиций Галба.
Гай Сулпиций Галба (на латински: Gaius Sulpicius Galba) е политик и сенатор на Римската република.
Произлиза от фамилията Сулпиции, клон Галба. Той е претор urbanus през 171 пр.н.е.